# 小室直人
小室 直人（こむろ なおと、1916年（大正5年）5月1日 - 1997年（平成9年）11月25日）は、日本の法学者。専門は民事訴訟法。学位は、法学博士（東北大学・論文博士・1962年）（学位論文「上訴制度論」）。大阪市立大学名誉教授。勲三等旭日中綬章受章。斎藤秀夫門下。弟子に松本博之、上野泰男など。

## 略歴
鳥取県の谷内家に生まれ、宮城県小室家へ養子に行く。

1939年広島高等学校 (旧制)卒、1940年学徒出陣、45年復員し、1948年東北帝国大学法文学部卒、1950年東北大学法学部大学院（旧制）修了（指導教員：斎藤秀夫）、1950年大阪市立大学法文学部助手、1951年講師、1952年助教授、1960年法学部教授。1962年「上訴制度論」で、法学博士（東北大学）の学位を取得。
1980年定年退官、名誉教授。南山大学法学部教授、1986年定年退職、名城大学法学部教授、1991年退職、名古屋経済大学法学部客員教授、1993年退職。
この他に、司法試験考査委員（1969-1974）、1971年大阪市立大学法学部長・1972年附属図書館長、1981年南山大学法学部長、奈良県土地収用委員会委員長を歴任。
1989年勲三等旭日中綬章受勲。次女は経済学者・岸野澄子（1950 - 名古屋経済大学准教授）。その夫は岸野和郎・名城大学助教。

## 著書
- 『上訴制度の研究』有斐閣、1961 大阪市立大学法学叢書
- 『民事訴訟法論集』信山社、1999

### 共編著
- 『民事訴訟法の基礎』斎藤秀夫共編 青林書院新社、1975 基礎法律学大系 入門編
- 『民事訴訟法講義』編著 法律文化社、1978
- 『別冊法学セミナー 基本法コンメンタール　民事訴訟法』新版 賀集唱共編 日本評論社、1981
- 『倒産法』若林安雄共編 青林書院新社、1984 青林教科書シリーズ
- 『民事執行法講義』編著 法律文化社、1988
- 『別冊法学セミナー 基本法コンメンタール 新民事訴訟法』賀集唱、松本博之、加藤新太郎共編 日本評論社、1998
- 『新民事訴訟法講義』監修 三谷忠之、若林安雄、波多野雅子共著 法律文化社、1998

### 記念論集
- 『裁判と上訴 小室直人・小山昇先生還暦記念』有斐閣、1980